# Nicholas Cascone
Nicholas Cascone (* 20. April 1963 in Queens, New York City) ist ein US-amerikanischer Film- und Fernsehschauspieler.

## Leben und Karriere
Cascones schauspielerische Tätigkeit begann 1986 in einer Folge der Serie Matlock. 1989 spielte er den Soldaten Easy in dem Kriegsdrama 84 Charlie Mopic. 1997 war er als Bobby Buell in dem Welterfolg Titanic zu sehen. 2003 spielte er David in dem Drama Welcome to the Neighborhood.

## Filmografie (Auswahl)
- 1986: Matlock (1 Folge)
- 1986: Ein Engel auf Erden (1 Folge)
- 1988: Das Model und der Schnüffler (1 Folge)
- 1989: 84 Charlie Mopic
- 1991: Mein lieber John (1 Folge)
- 1992: Mr. Baseball
- 1994: The Pornographer
- 1996: Emergency Room – Die Notaufnahme (1 Folge)
- 1997: Freeze – Alptraum Nachtwache
- 1997: Titanic
- 1999: The West Wing – Im Zentrum der Macht (1 Folge)
- 2000: The Cell
- 2001: Gideons Crossing (1 Folge)
- 2002: Philly (1 Folge)
- 2002: Charmed – Zauberhafte Hexen (1 Folge)
- 2003: Welcome to the Neighborhood
- 2006: The Jake Effect (1 Folge)